# Nils B. Söderström
Nils Birger Söderström, född 20 juni 1894 i Hjulsjö i Närke, död 3 augusti 1956 i Adolf Fredriks församling, Stockholm, var en svensk kompositör, musikdirektör och vissångare.

## Biografi
Söderström hade redan under skoltiden en egen orkester och spelade flera instrument: piano, orgel, gitarr och luta. Han fick lektioner av operasångaren John Forsell och uppträdde som solist vid Stockholms Studentsångarförbunds konserter i Sverige, Norge, Finland och USA. Han blev som kompositör mycket känd för musiken till Röda stugor tåga vi förbi och till Karlfeldts Dina ögon äro eldar och Jungfru Maria. 
Han var liksom Lille Bror Söderlund Evert Taube behjälplig med notskrivning och arrangemang. Han var mångårig ledamot av Samfundet Visans vänner. Söderström gjorde endast några få inspelningar på grammofon. Han är begravd på Sandsborgskyrkogården i Stockholm.

## Filmmusik
- 1944 – Kärlek och allsång [4]